# BMW 5 시리즈 GT

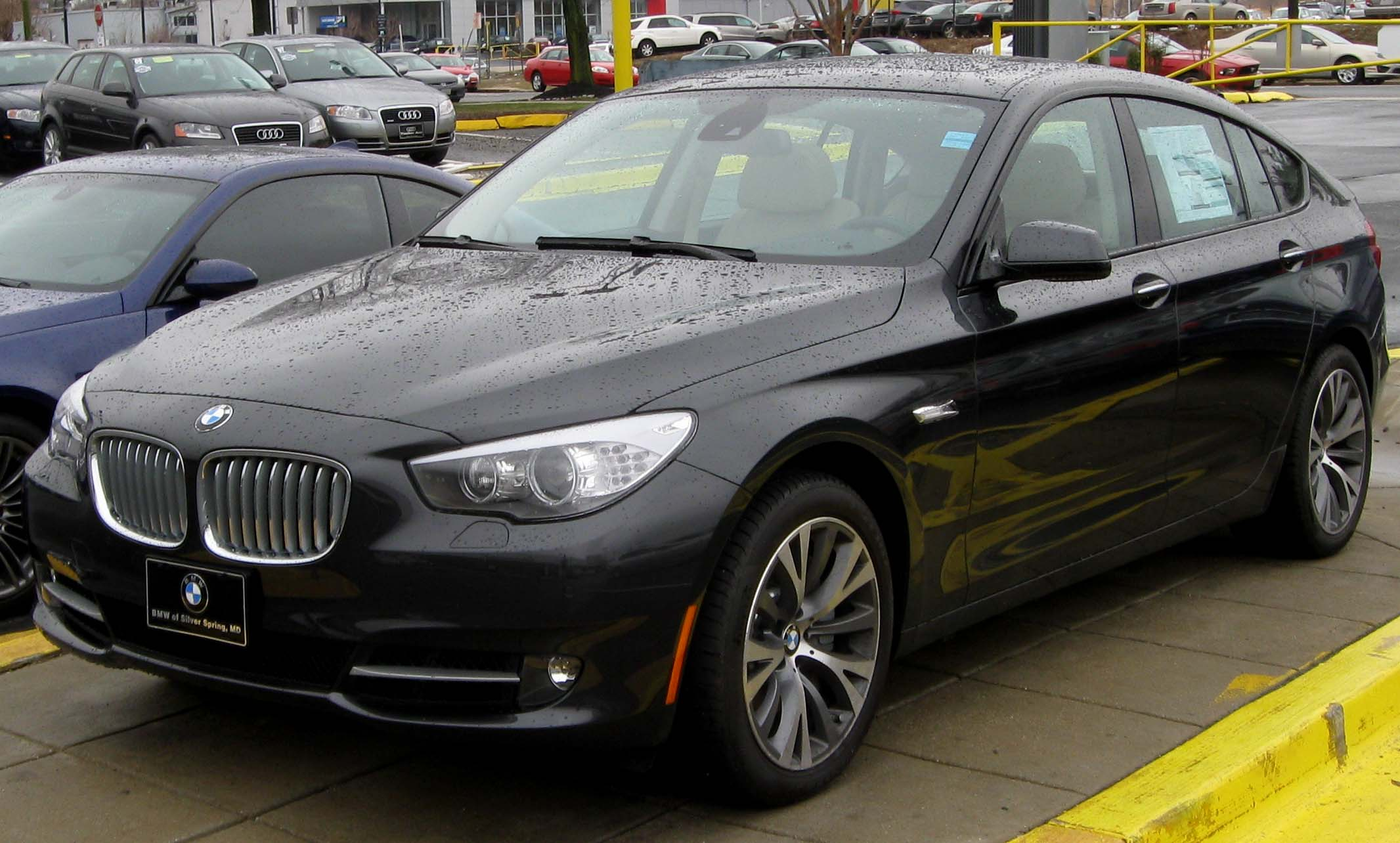
BMW 5 시리즈 GT(전기형) 정측면

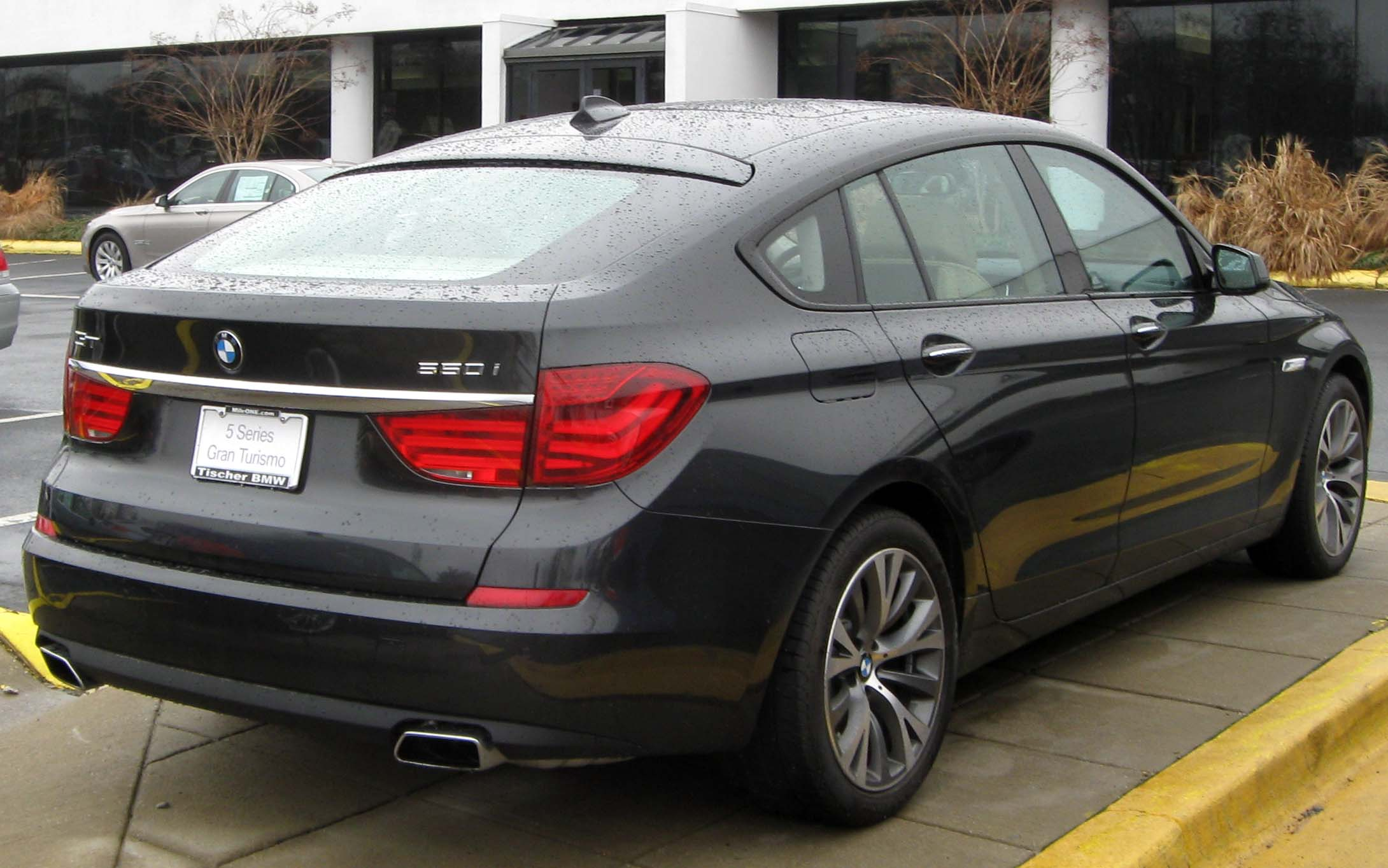
BMW 5 시리즈 GT(전기형) 후측면

BMW 5 시리즈 GT(BMW 5 Series GT)는 BMW의 크로스오버 자동차이다. 2009년에 개최된 제네바 모터쇼에서 컨셉트 카로 처음 공개되었고, 그해 가을에 유럽을 시작으로, 판매가 개시되었다. 서브 네임인 GT는 이탈리아어로 '대 여정'을 뜻하는 'Gran Turismo'의 머리 글자로, 대한민국에서는 5 시리즈와 구별하기 위해 GT로 판매된다. 세단과 스테이션 왜건, 해치백 등 3가지의 느낌을 주는 5 시리즈 GT는 세단의 편안함과 SUV의 장점을 살렸으며, PSA(Progressive Activity Sedan)라는 신 개념과 컨셉트로 개발되었다. 익스테리어는 7 시리즈(F01/F02)의 리어 램프와 키드니 그릴, X6(E71/E72)의 루프 라인 등이 함축되었다. 인테리어는 2010년에 미국의 자동차 전문지인 워즈 오토에 의해 인테리어 어워드에 선정되었고, 뒷 좌석 콘솔에서 내비게이션이나 음향 기기 등을 조절할 수 있는 10.2인치 DVD가 앞 좌석의 등받이에 장착되었다. 7 시리즈(F01/F02)로부터 파생된 플랫폼이 적용되어 실내 공간이 넓고, 뒷 좌석은 슬라이딩 외에도 백 레스트 각도 조절까지 가능해 기능성을 높였다. 4개의 프레임리스 도어는 BMW 최초로 적용되었다. 테일 게이트는 개폐 방식이 2중 구조로 되어서 세단처럼 일 부분만 열 수도 있고, 해치백처럼 전체 부분을 열 수도 있다. 모든 엔진에는 8단 자동변속기를 조합했다. 2017년에 후속인 6시리즈 GT가 출시되어 단종되었다.

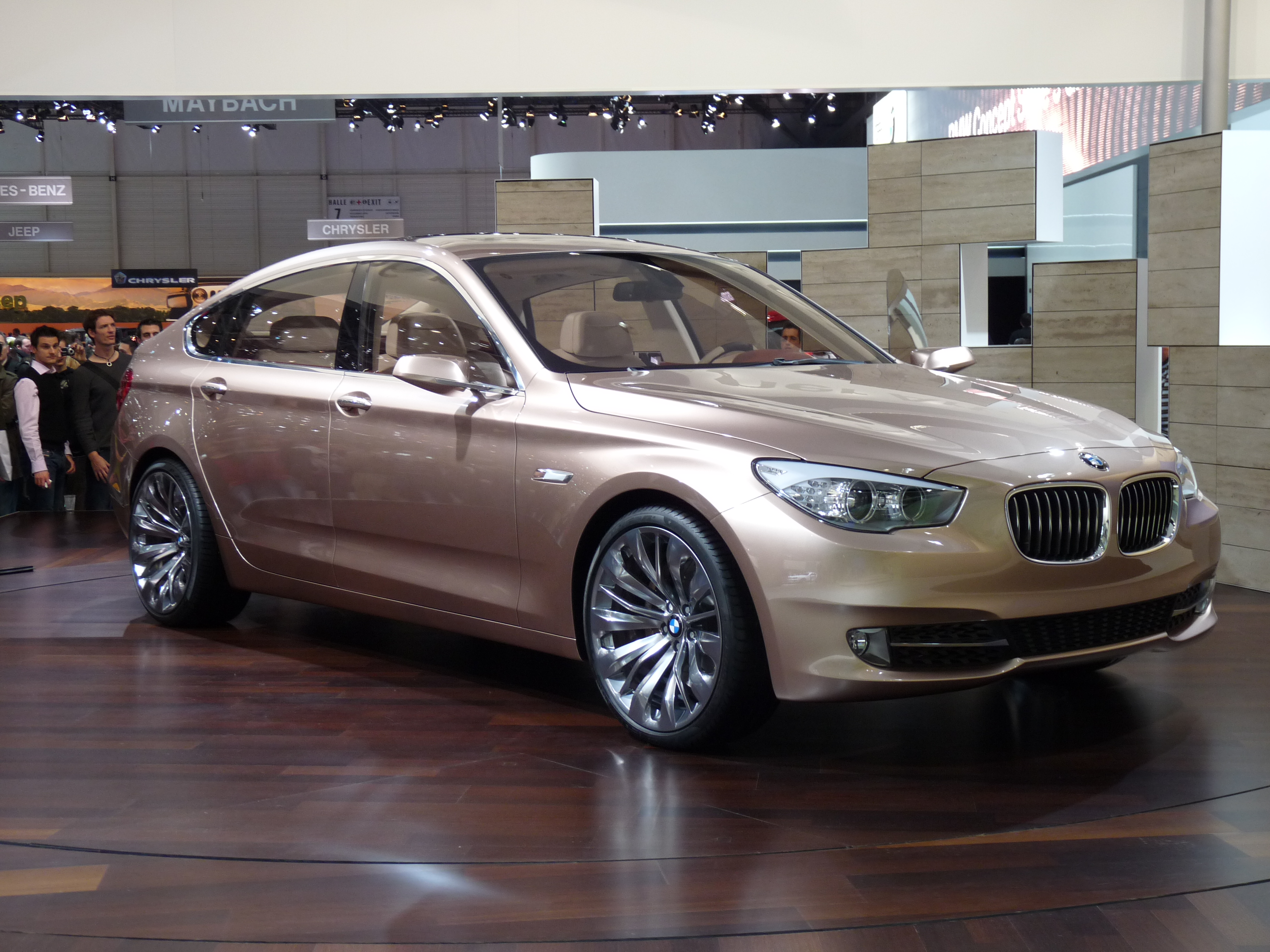
BMW 5 시리즈 GT 컨셉트 카 정측면
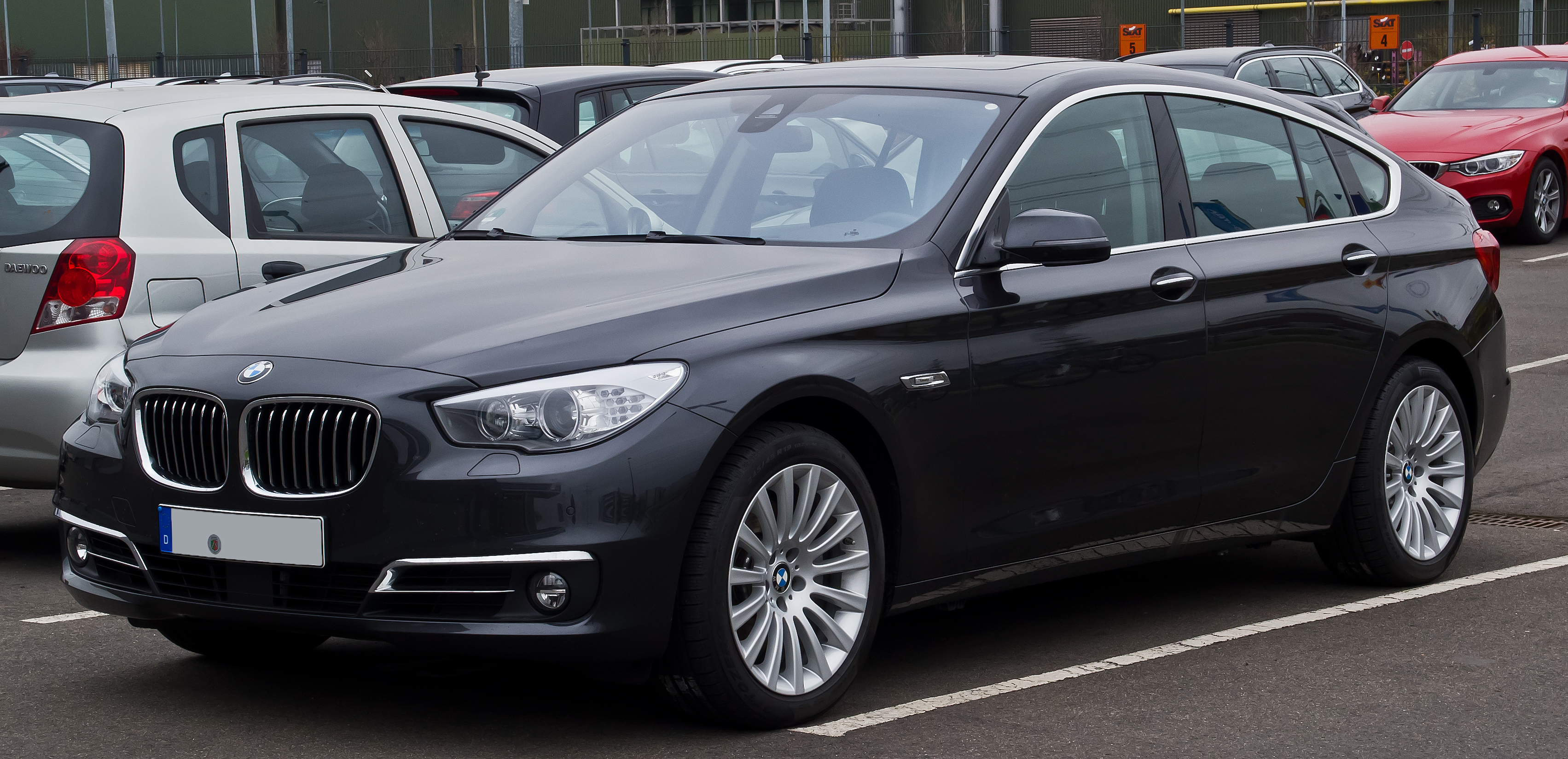
BMW 5 시리즈 GT(후기형) 정측면
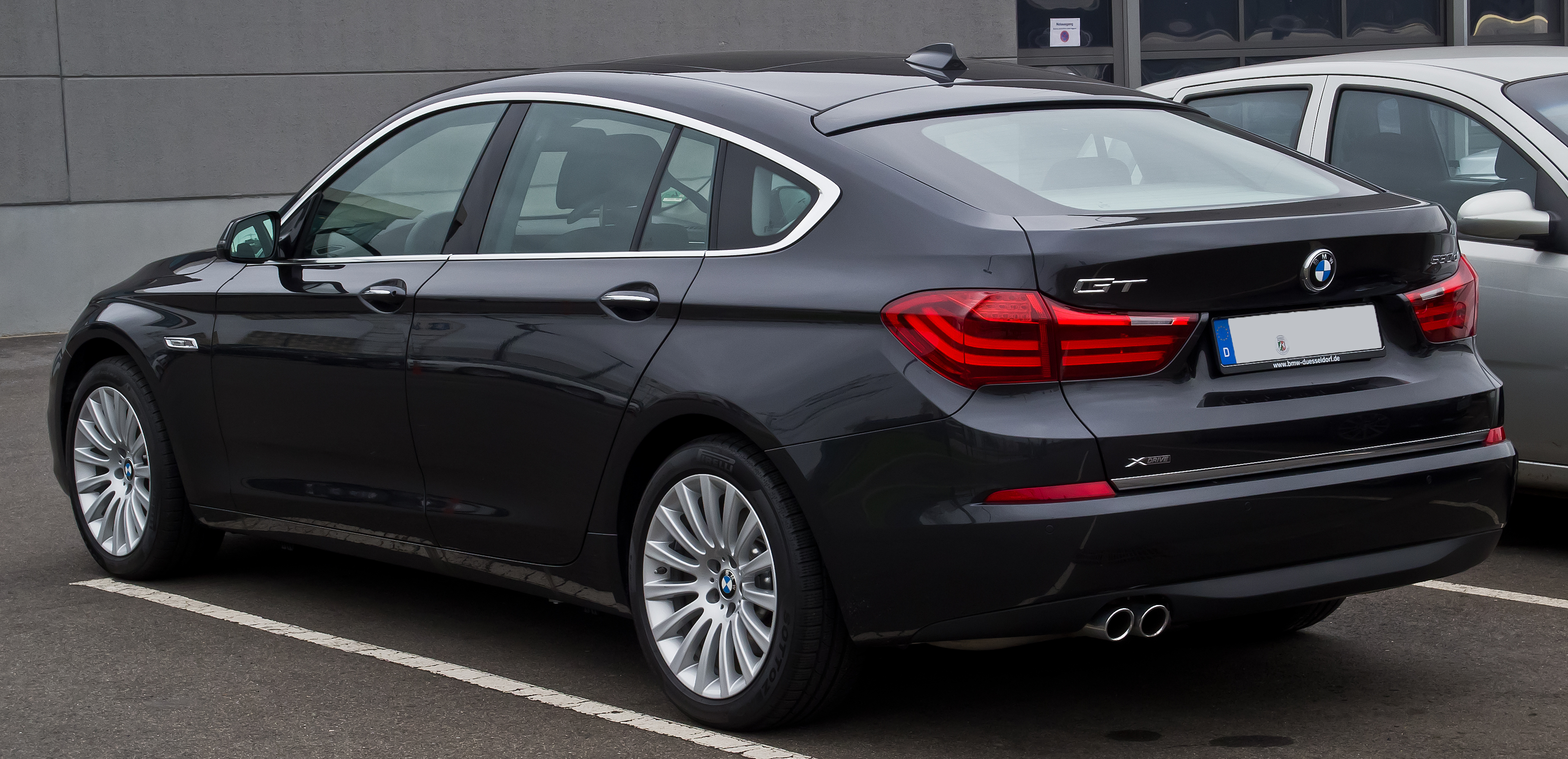
BMW 5 시리즈 GT(후기형) 후측면